# Quake Live
Quake Live (anteriormente conocido como Quake Zero) es un videojuego multijugador de acción en primera persona desarrollado por id Software, de los mismos creadores de Doom, Quake, Rage y Wolfenstein que ofrece a los jugadores de todos los niveles un juego multijugador en línea de fácil acceso a la comunidad a través de un único sitio web. Se pudo jugar gratis, aunque desde el 27 de octubre de 2015 esta posibilidad desapareció.

## Desarrollo
El 3 de agosto de 2007 en QuakeCon 2007 id Software ha anunciado públicamente sus planes de lanzar un navegador gratuito basado en Quake III Arena titulado Quake Zero. A principios de 2008 el título pasó a llamarse oficialmente a Quake Live debido a un problema de dominio comúnmente llamado en inglés Cybersquatting o Ciberocupación.
Durante finales de 2008 y principios de 2009, Quake Live se encontraba en un estado de solo-invitación en beta cerrada. Solo unos cuantos jugadores fueron seleccionados para comenzar las pruebas de la versión beta y más tarde se les permitió invitar a un número limitado de amigos, los cuales a su vez les permitió enviar las invitaciones a otros. El 24 de febrero de 2009 el juego paso de ser beta cerrada a beta abierta, lo que provocó un aumento en la cantidad de tráfico en el servidor web. Las colas o (queues) se organizaron para limitar el estrés y evitar la sobrecarga de los servidores. Dentro de las primeras seis horas después de su lanzamiento más de 113.000 cuentas de usuario se habían creado. Las colas o (queues) fueron retiradas después de varios días y los servidores pasaron luego a manejar un mayor volumen de tráfico.
Una vez Quake Live salido su fase beta cerrada iba a ser financiado en parte por publicidad in-game y website-based. La compañía IGA Worldwide fue contratada por id Software para manejar el aspecto de la comercialización del juego. Los problemas con este modelo surgió casi de inmediato con el anuncio hecho por la agencia de publicidad que en ese momento dijeron que estaban luchando contra la Crisis económica de 2008-2012. En marzo de 2009 la agencia admitió que la venta era una posibilidad si las futuras inversiones no eran próximas. Con la adquisición de id Software por parte de ZeniMax Media, la publicidad in-game y website-based para Quake Live cambio notablemente y comenzó fuertemente la publicidad in-house por Bethesda Softworks.

## Aspectos Técnicos
Quake Live ejecuta una versión actualizada del motor gráfico id Tech 3 por supuesto con algunas mejoras gráficas. Además de los cambios de usabilidad Quake Live tiene un nuevo y más eficiente HUD. El juego también está censurado para eliminar la sangre, violencia gore, y algunas referencias satánicas que fueron encontradas anteriormente en Quake III Arena y es el único juego en la serie que fue desarrollado por id Software internamente para ser clasificación T por la ESRB.
El registro de una cuenta en Quake Live para un usuario está disponible en el sitio web de Quake Live y libre para cualquier persona mayor de +13 años que desee jugar. El interesado en jugar Quake Live solo debe registrarse y descargar el "Standalone Game" o digamos el "navegador independiente o cliente propio" para comenzar a disfrutar el juego. Actualmente Quake Live es únicamente compatible con Microsoft Windows: XP, Vista, 7, 8 y 10. Las actualizaciones del juego son continuamente puestas en libertad y se instalan automáticamente cuando el usuario inicia sesión. Quake Live en resumidas palabras es el mismo Quake III Arena modificado con muchas más mejoras que se basa en un formato FPS multijugador en línea listo para ser jugado desde cualquier parte del mundo.
| Requisitos para jugar Quake Live | Requisitos para jugar Quake Live | Requisitos para jugar Quake Live | Requisitos para jugar Quake Live | Requisitos para jugar Quake Live |
| ▼ H / C ►                        | Mínimo | Recomendado | Alto Rendimiento | Comentarios |
| -------------------------------- | --- | --- | --- | --- |
| OS                               | Windows 7 con SP1 | Windows 8.1 | Windows 10 | |
| CPU                              | Intel Core i3 de 2.ª 3.ª o 4.ª Gen AMD FX 4-Core 1.ª 2.ª o 3.ª Gen | Intel Core i5 de 2.ª 3.ª o 4.ª Gen AMD FX 6-Core 1.ª 2.ª o 3.ª Gen | Intel Core i7 de 2.ª 3.ª o 4.ª Gen AMD FX 8-Core 1.ª 2.ª o 3.ª Gen | |
| GPU                              | NVIDIA GeForce 400 / 500 ATI Radeon HD 4000 / 5000 | NVIDIA GeForce 600 / 700 ATI Radeon HD 6000 / 7000 | NVIDIA GeForce 900 AMD Radeon RX 200 | |
| Monitor                          | led / 60 ~ 75Hz / TDR: 1ms EJ: ASUS VN247H-P / BenQ RL2460HT | led / 144Hz / TDR: 1ms EJ: ASUS VG248QE / BenQ XL2411Z | led / 144Hz / G-Sync / FreeSync / TDR: 1ms EJ: BenQ XL2420G / AOC G2460PF | |
| RAM                              | 4-GB (2×2) / DDR3 / Dual Channel / 1600MHz EJ: G.SKILL RipjawsX (F3-12800CL9D-4GBXL) | 8-GB (4×2) / DDR3 / Dual Channel / 1600MHz EJ: G.SKILL RipjawsX (F3-12800CL8D-8GBXM) | 8-GB (4×2) / DDR3 / Dual Channel / 1600MHz EJ: G.SKILL RipjawsX (F3-12800CL8D-8GBXM) | |
| HDD/SSD                          | 500-GB / SATA III (6 Gb/s) / 7200 RPM / 16/32 Caché EJ: Western Digital Blue (WD5000AAKX) | 500-GB / SATA III (6 Gb/s) / 7200 RPM / 64 Caché EJ: Western Digital Black (WD5003AZEX) | SSD / 120-GB / SATA III (6 Gb/s) EJ: Samsung 850 EVO (MZ-75E120B/AM) | |
| Conexión                         | Fibra Óptica (HFC) / 5-MB / Wi-Fi/Ethernet Ping: 60 ~ 80 (Servidor Extranjero) | Fibra Óptica (FTTH) / 10-MB / Wi-Fi/Ethernet Ping: 40 ~ 60 (Servidor Local/Extranjero) | Fibra Óptica (FTTH) / 20-MB / Ethernet Ping: 20 ~ 40 (Servidor Local) | |
| Mouse                            | USB / Sensor Óptico / PR: 250Hz EJ: Logitech M100 / MS Basic Optical Mouse | USB / Sensor Óptico / PR: 500Hz EJ: Logitech G100s / Razer Abyssus | USB / Sensor Óptico / PR: 1000Hz EJ: Logitech G402 / Razer DeathAdder Zowie FK2 / MS IntelliMouse Explorer 3.0 | |
| Mouse Pad                        | Genérico | EJ: Logitech G240 ROCCAT Taito Series | EJ: XFX WarPAD Razer Megasoma 2 | |
| Teclado                          | USB / Membrana EJ: Logitech Keyboard K120 Microsoft Wired Keyboard 200 | USB / Membrana/Mecánico EJ: Razer DeathStalker Essential Logitech G105 Gaming Keyboard | USB / Mecánico EJ: Razer BlackWidow | |
| Audífonos                        | Audífonos supra-aurales (abiertos) tipo diadema. EJ: / Sony MDR-ZX110 | Audífonos circumaurales (cerrados) tipo diadema. EJ: Sony MDR-XD100 / Logitech G230 | Audífonos circumaurales (cerrados) tipo diadema con salida en un solo cable (Tipo DJ) si se pudiera. EJ: Razer Kraken / Sony MDR-XB950AP | |
| Comentarios                      | Los ejemplos aquí mostrados únicamente son referencias de guía mas no se busca darle publicidad ni protagonismo a ninguna marca o modelo. ● Evitar utilizar dispositivos/periféricos inalámbricos ya que estos entorpecen el rendimiento en el juego. ● Quake Live no es ni se asemeja a Battlefield, Call of Duty o Counter-Strike, Quake Live es un FPS de culto y un juego 100% en línea en tiempo real que exige mucha habilidad psicológica y táctica por eso se recomienda tener hardware y periféricos de calidad si lo que se busca es mejorar la experiencia y el nivel. ● Quake Live no consume muchos recursos en hardware pero para un PC-Gamer regular o hardcore lo ideal es tener un buen equipo para otro tipo de tareas o juegos ya que lo común es que no se dedique únicamente a jugar Quake Live. | Los ejemplos aquí mostrados únicamente son referencias de guía mas no se busca darle publicidad ni protagonismo a ninguna marca o modelo. ● Evitar utilizar dispositivos/periféricos inalámbricos ya que estos entorpecen el rendimiento en el juego. ● Quake Live no es ni se asemeja a Battlefield, Call of Duty o Counter-Strike, Quake Live es un FPS de culto y un juego 100% en línea en tiempo real que exige mucha habilidad psicológica y táctica por eso se recomienda tener hardware y periféricos de calidad si lo que se busca es mejorar la experiencia y el nivel. ● Quake Live no consume muchos recursos en hardware pero para un PC-Gamer regular o hardcore lo ideal es tener un buen equipo para otro tipo de tareas o juegos ya que lo común es que no se dedique únicamente a jugar Quake Live. | Los ejemplos aquí mostrados únicamente son referencias de guía mas no se busca darle publicidad ni protagonismo a ninguna marca o modelo. ● Evitar utilizar dispositivos/periféricos inalámbricos ya que estos entorpecen el rendimiento en el juego. ● Quake Live no es ni se asemeja a Battlefield, Call of Duty o Counter-Strike, Quake Live es un FPS de culto y un juego 100% en línea en tiempo real que exige mucha habilidad psicológica y táctica por eso se recomienda tener hardware y periféricos de calidad si lo que se busca es mejorar la experiencia y el nivel. ● Quake Live no consume muchos recursos en hardware pero para un PC-Gamer regular o hardcore lo ideal es tener un buen equipo para otro tipo de tareas o juegos ya que lo común es que no se dedique únicamente a jugar Quake Live. | Los ejemplos aquí mostrados únicamente son referencias de guía mas no se busca darle publicidad ni protagonismo a ninguna marca o modelo. ● Evitar utilizar dispositivos/periféricos inalámbricos ya que estos entorpecen el rendimiento en el juego. ● Quake Live no es ni se asemeja a Battlefield, Call of Duty o Counter-Strike, Quake Live es un FPS de culto y un juego 100% en línea en tiempo real que exige mucha habilidad psicológica y táctica por eso se recomienda tener hardware y periféricos de calidad si lo que se busca es mejorar la experiencia y el nivel. ● Quake Live no consume muchos recursos en hardware pero para un PC-Gamer regular o hardcore lo ideal es tener un buen equipo para otro tipo de tareas o juegos ya que lo común es que no se dedique únicamente a jugar Quake Live. |
| Leyenda                          | EJ: Ejemplo / Gen: Generación / PR: Polling Rate / TDR: Tiempo de respuesta | EJ: Ejemplo / Gen: Generación / PR: Polling Rate / TDR: Tiempo de respuesta | EJ: Ejemplo / Gen: Generación / PR: Polling Rate / TDR: Tiempo de respuesta | EJ: Ejemplo / Gen: Generación / PR: Polling Rate / TDR: Tiempo de respuesta |

## Jugabilidad
El objetivo en Quake Live es frag/matar jugadores enemigos y ganar puntos completando el tipo de juego u objetivos específicos, mientras se maniobra dentro de la arena o mapa de combate recolectando elementos para mantener la salud, armadura y munición en lo más alto posible para seguir con vida.

### Personajes
Quake Live cuenta con 26 personajes y varios sub-modelos diferentes para elegir, entre ellos se pueden encontrar varios tipos de especies. Cada personaje tiene diferente diseño y actúan con diferentes gestos o burlas, todos los personajes tienen las mismas habilidades al momento de jugar en el campo de batalla, también hay que tener cuenta que cuando se juega cualquier tipo de juego siempre habrá un modelo básico Bot (Keel) para diferenciar un jugador enemigo de un amigo/aliado.
| Personajes de Quake Live | Personajes de Quake Live                                               | Personajes de Quake Live                                               | Personajes de Quake Live                                               | Personajes de Quake Live                                               | Personajes de Quake Live                                               | Personajes de Quake Live                                               | Personajes de Quake Live                                               | Personajes de Quake Live                                               | Personajes de Quake Live                                               | Personajes de Quake Live                                               | Personajes de Quake Live                                               | Personajes de Quake Live                                               | Personajes de Quake Live                                               | Personajes de Quake Live                                               |
| Nombre                   | Preview                                                                | Especie                                                                | Género                                                                 | Versión Modelo                                                         | Versión Modelo                                                         | Versión Modelo                                                         | Versión Color                                                          | Versión Color                                                          | Versión Color                                                          | Versión Color                                                          | Versión Color                                                          | Versión Color                                                          | Arma                                                                   | Comentarios                                                            |
| ------------------------ | ---------------------------------------------------------------------- | ---------------------------------------------------------------------- | ---------------------------------------------------------------------- | ---------------------------------------------------------------------- | ---------------------------------------------------------------------- | ---------------------------------------------------------------------- | ---------------------------------------------------------------------- | ---------------------------------------------------------------------- | ---------------------------------------------------------------------- | ---------------------------------------------------------------------- | ---------------------------------------------------------------------- | ---------------------------------------------------------------------- | ---------------------------------------------------------------------- | ---------------------------------------------------------------------- |
| Anarki                   | AQUÍ                                                                   | Cybronic Human                                                         | Hombre                                                                 |                                                                        |                                                                        |                                                                        | 1                                                                      | 2                                                                      | 3                                                                      | 4                                                                      | 5                                                                      | 6                                                                      | Rocket Launcher                                                        |                                                                        |
| Biker                    |                                                                        | Human                                                                  | Hombre                                                                 | Hossman                                                                | Slammer                                                                | Stroggo                                                                | 1                                                                      | 2                                                                      | 3                                                                      | 4                                                                      | 5                                                                      | 6                                                                      | Plasma Gun                                                             |                                                                        |
| Bitterman                |                                                                        | Human                                                                  | Hombre                                                                 |                                                                        |                                                                        |                                                                        | 1                                                                      | 2                                                                      | 3                                                                      | 4                                                                      | 5                                                                      | 6                                                                      | Shotgun                                                                |                                                                        |
| Bones                    |                                                                        | Human Skeleton                                                         | Hombre                                                                 | Bones Cafe                                                             |                                                                        |                                                                        | 1                                                                      | 2                                                                      | 3                                                                      | 4                                                                      | 5                                                                      | 6                                                                      | Shotgun                                                                |                                                                        |
| Crash                    |                                                                        | Human                                                                  | Mujer                                                                  |                                                                        |                                                                        |                                                                        | 1                                                                      | 2                                                                      | 3                                                                      | 4                                                                      | 5                                                                      | 6                                                                      | Shotgun                                                                |                                                                        |
| Doom                     |                                                                        | Human                                                                  | Hombre                                                                 | Phobos                                                                 |                                                                        |                                                                        | 1                                                                      | 2                                                                      | 3                                                                      | 4                                                                      | 5                                                                      | 6                                                                      | Railgun                                                                |                                                                        |
| Grunt                    |                                                                        | Human                                                                  | Hombre                                                                 | Stripe                                                                 |                                                                        |                                                                        | 1                                                                      | 2                                                                      | 3                                                                      | 4                                                                      | 5                                                                      | 6                                                                      | Railgun                                                                |                                                                        |
| Hunter                   |                                                                        | Human                                                                  | Mujer                                                                  | Harpy                                                                  |                                                                        |                                                                        | 1                                                                      | 2                                                                      | 3                                                                      | 4                                                                      | 5                                                                      | 6                                                                      | Lightning Gun                                                          |                                                                        |
| James                    |                                                                        | Human                                                                  | Hombre                                                                 |                                                                        |                                                                        |                                                                        | 1                                                                      | 2                                                                      | 3                                                                      | 4                                                                      | 5                                                                      | 6                                                                      | Rocket Launcher                                                        |                                                                        |
| Janet                    |                                                                        | Human                                                                  | Mujer                                                                  |                                                                        |                                                                        |                                                                        | 1                                                                      | 2                                                                      | 3                                                                      | 4                                                                      | 5                                                                      | 6                                                                      |                                                                        |                                                                        |
| Keel                     |                                                                        | Cybronic Human                                                         | Hombre                                                                 |                                                                        |                                                                        |                                                                        | 1                                                                      | 2                                                                      | 3                                                                      | 4                                                                      | 5                                                                      | 6                                                                      | Railgun                                                                |                                                                        |
| Klesk                    |                                                                        | Alien Chitnid                                                          | Hombre                                                                 | Flisk                                                                  |                                                                        |                                                                        | 1                                                                      | 2                                                                      | 3                                                                      | 4                                                                      | 5                                                                      | 6                                                                      | Railgun                                                                |                                                                        |
| Lucy                     |                                                                        | Human                                                                  | Mujer                                                                  | Angel                                                                  |                                                                        |                                                                        | 1                                                                      | 2                                                                      | 3                                                                      | 4                                                                      | 5                                                                      | 6                                                                      | Rocket Launcher                                                        |                                                                        |
| Major                    |                                                                        | Human                                                                  | Mujer                                                                  | Daemia                                                                 |                                                                        |                                                                        | 1                                                                      | 2                                                                      | 3                                                                      | 4                                                                      | 5                                                                      | 6                                                                      | Rocket Launcher                                                        |                                                                        |
| Mynx                     |                                                                        | Human                                                                  | Mujer                                                                  |                                                                        |                                                                        |                                                                        | 1                                                                      | 2                                                                      | 3                                                                      | 4                                                                      | 5                                                                      | 6                                                                      | Shotgun                                                                |                                                                        |
| Orbb                     |                                                                        | Alien Cybronic Construct                                               | Hombre                                                                 |                                                                        |                                                                        |                                                                        | 1                                                                      | 2                                                                      | 3                                                                      | 4                                                                      | 5                                                                      | 6                                                                      | Plasma Gun                                                             |                                                                        |
| Ranger                   |                                                                        | Human                                                                  | Hombre                                                                 | Wrack                                                                  |                                                                        |                                                                        | 1                                                                      | 2                                                                      | 3                                                                      | 4                                                                      | 5                                                                      | 6                                                                      | Rocket Launcher                                                        | Conocido antiguamente como Quake Guy.                                  |
| Razor                    |                                                                        | Human                                                                  | Hombre                                                                 | ID                                                                     | Patriot                                                                |                                                                        | 1                                                                      | 2                                                                      | 3                                                                      | 4                                                                      | 5                                                                      | 6                                                                      | Rocket Launcher                                                        |                                                                        |
| Santa                    |                                                                        | Human                                                                  | Hombre                                                                 |                                                                        |                                                                        |                                                                        | 1                                                                      | 2                                                                      | 3                                                                      | 4                                                                      | 5                                                                      | 6                                                                      |                                                                        | Personaje derivado de Biker.                                           |
| Sarge                    |                                                                        | Human                                                                  | Hombre                                                                 | Krusade                                                                | Roderic                                                                |                                                                        | 1                                                                      | 2                                                                      | 3                                                                      | 4                                                                      | 5                                                                      | 6                                                                      | Shotgun                                                                |                                                                        |
| Slash                    |                                                                        | Cybronic Human                                                         | Mujer                                                                  | Yuriko                                                                 |                                                                        |                                                                        | 1                                                                      | 2                                                                      | 3                                                                      | 4                                                                      | 5                                                                      | 6                                                                      | Shotgun                                                                |                                                                        |
| Sorlag                   |                                                                        | Reptiloid Alien                                                        | Hombre                                                                 |                                                                        |                                                                        |                                                                        | 1                                                                      | 2                                                                      | 3                                                                      | 4                                                                      | 5                                                                      | 6                                                                      | Shotgun                                                                |                                                                        |
| TankJr                   |                                                                        | Strogg Crossbreed                                                      | Hombre                                                                 |                                                                        |                                                                        |                                                                        | 1                                                                      | 2                                                                      | 3                                                                      | 4                                                                      | 5                                                                      | 6                                                                      | Rocket Launcher                                                        |                                                                        |
| Uriel                    |                                                                        | Gargoyle                                                               | Hombre                                                                 | Zael                                                                   |                                                                        |                                                                        | 1                                                                      | 2                                                                      | 3                                                                      | 4                                                                      | 5                                                                      | 6                                                                      | Plasma Gun                                                             |                                                                        |
| Visor                    |                                                                        | Cybronic Human                                                         | Hombre                                                                 | Gorre                                                                  |                                                                        |                                                                        | 1                                                                      | 2                                                                      | 3                                                                      | 4                                                                      | 5                                                                      | 6                                                                      | Rocket Launcher                                                        |                                                                        |
| Xaero                    |                                                                        | Mutated Human                                                          | Hombre                                                                 |                                                                        |                                                                        |                                                                        | 1                                                                      | 2                                                                      | 3                                                                      | 4                                                                      | 5                                                                      | 6                                                                      | Railgun                                                                |                                                                        |
| Leyenda                  | 1: Red / 2: Blue / 3: Bright / 4: Sport / 5: Sport Red / 6: Sport Blue | 1: Red / 2: Blue / 3: Bright / 4: Sport / 5: Sport Red / 6: Sport Blue | 1: Red / 2: Blue / 3: Bright / 4: Sport / 5: Sport Red / 6: Sport Blue | 1: Red / 2: Blue / 3: Bright / 4: Sport / 5: Sport Red / 6: Sport Blue | 1: Red / 2: Blue / 3: Bright / 4: Sport / 5: Sport Red / 6: Sport Blue | 1: Red / 2: Blue / 3: Bright / 4: Sport / 5: Sport Red / 6: Sport Blue | 1: Red / 2: Blue / 3: Bright / 4: Sport / 5: Sport Red / 6: Sport Blue | 1: Red / 2: Blue / 3: Bright / 4: Sport / 5: Sport Red / 6: Sport Blue | 1: Red / 2: Blue / 3: Bright / 4: Sport / 5: Sport Red / 6: Sport Blue | 1: Red / 2: Blue / 3: Bright / 4: Sport / 5: Sport Red / 6: Sport Blue | 1: Red / 2: Blue / 3: Bright / 4: Sport / 5: Sport Red / 6: Sport Blue | 1: Red / 2: Blue / 3: Bright / 4: Sport / 5: Sport Red / 6: Sport Blue | 1: Red / 2: Blue / 3: Bright / 4: Sport / 5: Sport Red / 6: Sport Blue | 1: Red / 2: Blue / 3: Bright / 4: Sport / 5: Sport Red / 6: Sport Blue |

### Tipos de Juego
Quake Live consta con un total de 12 tipos de juego, cinco tipos de juego son gratuitos entre ellos dos sin equipo y tres en equipo y siete tipos de juego PRO. Cada uno de los tipos de juego tiene un objetivo diferente y que a menudo también requieren de diferentes estrategias. Quake Live desafía las habilidades de cada combatiente y un seguimiento de su progreso en estos 12 tipos de juego. También hay una modalidad extra "Unranked" llamada InstaGib que consiste en matar al enemigo de un solo disparo, esta modalidad se puede utilizar en casi todos los tipos de juego. Ejemplo: InstaFreeze, InstaCTF.
Tipos de juego (Competitivos)
- Duel
- Free for All (FFA)
- Race

Tipos de juego (Cooperativos)
- 1-Flag CTF (1FCTF)
- Attack & Defend (A&D)
- Capture The Flag (CTF)
- Clan Arena (CA)
- Domination (DOM)
- Freeze Tag (FT)
- Harvester (HAR)
- Red Rover (RR)
- Team Deathmatch (TDM)

### Armas
Los jugadores tienen un total de 10 armas a su disposición. Al inicio de cada partido (o después de que hayan sido fragged o muertos), todos los combatientes están armados con una ametralladora y guante como armas básicas. Dependiendo de la arena y el tipo de juego en que estén batallando unas armas pueden estar disponibles y otras no. Las armas y su munición se pueden encontrar generalmente en la misma arena o mapa en puntos específicos por donde el jugador va recorriendo.
Lista de armas:
- Gauntlet (GT)
- Machine Gun (MG)
- Shotgun (SG)
- Grenade Launcher (GL)
- Rocket Launcher (RL)
- Lightning Gun (LG)
- Railgun (RG)
- Plasma Gun (PG)
- BFG 10K (BFG)
- Heavy Machinegun (HMG)

### Arenas, Mapas
Quake Live contiene arenas / mapas de diferente dificultad con muchas características y peligros, algunas pueden ser fáciles de maniobrar y otras pueden ser extremadamente mortíferas. Actualmente Quake Live cuenta con más de 100 mapas diferentes de los cuales se reparten para cada tipo de juego. también puede ser que algunas arenas o mapas compartan el mismo tipo de juego y sean multi-modo.

## Suscripción Standard y PRO
Quake Live cuenta con 2 tipos de suscripción: Standard (Gratis) y PRO. Las suscripción PRO se pueden pagar vía electrónica desde cualquier parte del mundo con tarjeta de crédito por medio de VISA, American Express, Mastercard y Discover, también el usuario puede escoger el tiempo de suscripción entre 1, 3 y 12 meses. También existe la opción de comprar fichas redimibles para usarlas por sí mismo en cualquier momento o otorgársela a un amigo para que se haga acreedor a una membresía PRO, el precio de las fichas tienen el mismo valor que el de las suscripciones. Los precios de las tarifas únicamente están en dólares estadounidenses.
| Comparación de suscripciones en Quake Live (2015)                                                                     | Comparación de suscripciones en Quake Live (2015) | Comparación de suscripciones en Quake Live (2015) | Comparación de suscripciones en Quake Live (2015) |
| --- | ------------------------------------------------- | ------------------------------------------------- | ------------------------------------------------- |
| Duración | Standard                                          | PRO                                               |                                                   |
| 1 mes (30 días) | Gratis                                            | $4.99                                             |                                                   |
| 3 meses (90 días) | $11.99                                            |                                                   |                                                   |
| 12 meses (1 año / 365 días)                                                                                           | $35.99                                            |                                                   |                                                   |
| Beneficios | Standard                                          | PRO                                               |                                                   |
| Acceso a las arenas estándar de Quake Live.                                                                           | Sí                                                | Sí                                                |                                                   |
| Acceso a los modos de juego estándar de Quake Live.                                                                   | Sí                                                | Sí                                                |                                                   |
| Practicar y competir contra los bots automatizados.                                                                   | Sí                                                | Sí                                                |                                                   |
| Habilidad de comparación para encontrar su mejor desafío.                                                             | Sí                                                | Sí                                                |                                                   |
| Estadísticas Enriquecidas.                                                                                            | Sí                                                | Sí                                                |                                                   |
| Juega en los servidores de tu elección alrededor del mundo.                                                           | Sí                                                | Sí                                                |                                                   |
| Chat integrado con amigos y competidores.                                                                             | Sí                                                | Sí                                                |                                                   |
| Atención al cliente.                                                                                                  | Solo en los foros                                 | Soporte Completo                                  |                                                   |
| Unirse a Clanes. | Hasta 1                                           | Hasta 10                                          |                                                   |
| Historial de partidos extendido.                                                                                      | 28 días                                           | 1 año                                             |                                                   |
| Acceso a más de 100 arenas.                                                                                           | No                                                | Sí                                                |                                                   |
| Premios Exclusivos.                                                                                                   | No                                                | Sí                                                |                                                   |
| Crear sus propios clanes.                                                                                             | No                                                | Sí                                                |                                                   |
| Actualizaciones regulares de contenido.                                                                               | No                                                | Sí                                                |                                                   |
| Ver gráficas de los últimos 10 partidos en los perfiles.                                                              | No                                                | Sí                                                |                                                   |
| Capacidad para iniciar sus propios partidos, especificando ubicación, tipo de juego y exactamente quién desea unirse. | No                                                | Sí                                                |                                                   |
| Invitar hasta 5 amigos con membresías Standard para jugar con usted el contenido PRO.                                 | No                                                | Sí                                                |                                                   |

## Servidores

### Requisitos para un servidor de Quake Live
La siguiente tabla es destinada más que todo para países en desarrollo de habla hispana más precisamente para Latinoamérica. Esta información es muy esencial y de gran ayuda para alguien que realmente esté interesado en instalar un servidor dedicado comunitario y neutral para Quake Live en su país para que no tenga la necesidad de buscar (Googlear) todo esto ya que es información difícil y escasa de encontrar debido a las políticas de secretismo que siempre ha manejado id Software.
| Requisitos para un servidor de Quake Live (en construcción) | Requisitos para un servidor de Quake Live (en construcción) | Requisitos para un servidor de Quake Live (en construcción) | Requisitos para un servidor de Quake Live (en construcción) | Requisitos para un servidor de Quake Live (en construcción) |
| ----------------------------------------------------------- | --- | --- | --- | --- |
| Servidor para ensamblar en formato Mini-ITX, microATX y ATX | | | | |
| ▼ H / C ►                                                   | Mínimo | Recomendado | Alto Rendimiento | Comentarios |
| Capacidad                                                   | Partidas / Matches: X a X Jugadores / Players: XX a XX | Partidas / Matches: X a X Jugadores / Players: XX a XX | Partidas / Matches: X a X Jugadores / Players: XX a XX | Aprox teórica basada en la fórmula: sv_maxrate × N.º de jugadores × 8 ÷ 1000 = ancho de banda (upload) en kbps que el servidor requiere. EJ: 25000 × 48 × 8 ÷ 1000 = 9600 kbps (aprox 10-MB). |
| Capacidad                                                   | Suponiendo que hay XX (X vs X) jugadores sin spec en cada partida/match. XX × X = XX / XX × X = XX | Suponiendo que hay XX (X vs X) jugadores sin spec en cada partida/match. XX × X = XX / XX × X = XX | Suponiendo que hay XX (X vs X) jugadores sin spec en cada partida/match. XX × X = XX / XX × X = XX | Aprox teórica basada en la fórmula: sv_maxrate × N.º de jugadores × 8 ÷ 1000 = ancho de banda (upload) en kbps que el servidor requiere. EJ: 25000 × 48 × 8 ÷ 1000 = 9600 kbps (aprox 10-MB). |
| Capacidad                                                   | ????? | | | Aprox teórica basada en la fórmula: sv_maxrate × N.º de jugadores × 8 ÷ 1000 = ancho de banda (upload) en kbps que el servidor requiere. EJ: 25000 × 48 × 8 ÷ 1000 = 9600 kbps (aprox 10-MB). |
| OS                                                          | Debian GNU/Linux 64 bits (Última Versión) | Debian GNU/Linux 64 bits (Última Versión) | Debian GNU/Linux 64 bits (Última Versión) | El OS debe ser instalado en el HDD/SSD. No se recomienda utilizar máquinas virtuales para evitar problemas de rendimiento. |
| Board                                                       | Socket LGA 1150 + Chipset Intel Z97 NO MRA | Socket LGA 1150 + Chipset Intel Z97 NO MRA | Socket LGA 1150 + Chipset Intel Z97 NO MRA | La BOARD a elegir debe tener la BIOS actualizada a la última versión para que esta sea 100% compatible con el OS, CPU y RAM. |
| Board                                                       | Mini-ITX | microATX | ATX | La BOARD a elegir debe tener la BIOS actualizada a la última versión para que esta sea 100% compatible con el OS, CPU y RAM. |
| Board                                                       | EJ: XXXXX | EJ: ASUS Z97-A | EJ: Gigabyte GA-Z97X-UD3H | La BOARD a elegir debe tener la BIOS actualizada a la última versión para que esta sea 100% compatible con el OS, CPU y RAM. |
| Board                                                       | Socket LGA 1150 + Chipset Intel C222 / C224 NO MRA | | | La BOARD a elegir debe tener la BIOS actualizada a la última versión para que esta sea 100% compatible con el OS, CPU y RAM. |
| Board                                                       | Mini-ITX | microATX | ATX | La BOARD a elegir debe tener la BIOS actualizada a la última versión para que esta sea 100% compatible con el OS, CPU y RAM. |
| Board                                                       | EJ: XXXXX | EJ: XXXX | EJ: ASUS P9D-V / Gigabyte GA-6LXSV (rev. 1.0) | La BOARD a elegir debe tener la BIOS actualizada a la última versión para que esta sea 100% compatible con el OS, CPU y RAM. |
| CAJA                                                        | Mini-ITX / microATX (Mini Tower) | Mini-ITX / microATX (LANBOX Portable) | ATX (Mid Tower) | |
| CAJA                                                        | EJ: Cooler Master Elite 110 | EJ: SilverStone SG12 | EJ: Cooler Master Elite 430 Black | |
| CAJA                                                        | EJ: Corsair Carbide Series Air 240 | EJ: Thermaltake LANBOX | EJ: Thermaltake Core V51 Riing Edition | |
| CAJA                                                        | EJ: BitFenix Prodigy M | EJ: Corsair Graphite Series 380T | EJ: Cooler Master HAF 912 | |
| Refrigeración                                               | 120mm | 140mm | 200mm | Lo ideal es adquirir ventiladores originales de la misma marca de la caja o de otra marca de calidad. NO usar ventiladores con led para reducir consumo de energía y evitar pérdidas de rendimiento. Se recomienda colocar ventiladores en todas las ranuras de la caja donde está lo indique para así completar el ciclo de aire al 100% y garantizarle una excelente refrigeración al servidor. |
| Refrigeración                                               | EJ: Cooler Master Silent Fan 120 SI2 (R4-S2S-124K-GP) | EJ: Cooler Master Silent Fan 140mm (R4-S4S-10AK-GP) | EJ: Cooler Master MegaFlow 200 (R4-SUS-07AK-GP) | Lo ideal es adquirir ventiladores originales de la misma marca de la caja o de otra marca de calidad. NO usar ventiladores con led para reducir consumo de energía y evitar pérdidas de rendimiento. Se recomienda colocar ventiladores en todas las ranuras de la caja donde está lo indique para así completar el ciclo de aire al 100% y garantizarle una excelente refrigeración al servidor. |
| Refrigeración                                               | EJ: XXXXX | EJ: XXXXX | EJ: XXXXX | Lo ideal es adquirir ventiladores originales de la misma marca de la caja o de otra marca de calidad. NO usar ventiladores con led para reducir consumo de energía y evitar pérdidas de rendimiento. Se recomienda colocar ventiladores en todas las ranuras de la caja donde está lo indique para así completar el ciclo de aire al 100% y garantizarle una excelente refrigeración al servidor. |
| Refrigeración                                               | EJ: XXXXX | EJ: XXXXX | EJ: XXXXX | Lo ideal es adquirir ventiladores originales de la misma marca de la caja o de otra marca de calidad. NO usar ventiladores con led para reducir consumo de energía y evitar pérdidas de rendimiento. Se recomienda colocar ventiladores en todas las ranuras de la caja donde está lo indique para así completar el ciclo de aire al 100% y garantizarle una excelente refrigeración al servidor. |
| CPU                                                         | 4-MB Caché / 2 núcleos. | 6-MB Caché / 4 núcleos | 8-MB Caché / 4 núcleos | CPU bloqueado (sin letras). No se recomienda comprar CPUs TRAY/OEM. |
| CPU                                                         | EJ: Intel Core i3-4370 (4.ª Gen) | EJ: Intel Core i5-4690 (4.ª Gen) | EJ: Intel Core i7-4790 (4.ª Gen) | CPU bloqueado (sin letras). No se recomienda comprar CPUs TRAY/OEM. |
| CPU                                                         | 8-MB Caché / 4 núcleos | | | CPU bloqueado (sin letras). No se recomienda comprar CPUs TRAY/OEM. |
| CPU                                                         | EJ: Intel Xeon Intel Xeon E3-1230 v3 | EJ: Intel Xeon Intel Xeon E3-1240 v3 | EJ: Intel Xeon Intel Xeon E3-1270 v3 | CPU bloqueado (sin letras). No se recomienda comprar CPUs TRAY/OEM. |
| Disipador CPU                                               | EJ: XXXXX | EJ: XXXXX | EJ: XXXXX | NO usar sistemas Water Cooling ya que es un servidor que va estar funcionando 24/7, por ende estos tienen una vida más limitada poniendo así en riesgo todo el equipo si hay fugas de líquido. |
| Disipador CPU                                               | EJ: XXXXX | EJ: XXXXX | EJ: XXXXX | NO usar sistemas Water Cooling ya que es un servidor que va estar funcionando 24/7, por ende estos tienen una vida más limitada poniendo así en riesgo todo el equipo si hay fugas de líquido. |
| GPU                                                         | NVIDIA GeForce 400 / 500 ATI Radeon HD 4000 / 5000 | NVIDIA GeForce 600 / 700 ATI Radeon HD 6000 / 7000 | NVIDIA GeForce 900 AMD Radeon RX 200 | Si el servidor va a ser para uso dedicado o LAN no hay necesidad de una GPU porque la board debe tener video integrado con salida VGA o DVI. Si va funcionar de listen server necesitara una. |
| RAM                                                         | DIMM / DDR3 / Non-ECC / Dual Channel / 1600MHz | DIMM / DDR3 / Non-ECC / Dual Channel / 1600MHz | DIMM / DDR3 / Non-ECC / Dual Channel / 1600MHz | |
| RAM                                                         | 4-GB (2×2) | 8-GB (4×2) | 8-GB (4×2) | |
| RAM                                                         | EJ: G.SKILL RipjawsX (F3-12800CL9D-4GBXL) | EJ: G.SKILL RipjawsX (F3-12800CL8D-8GBXM) | EJ: G.SKILL RipjawsX (F3-12800CL8D-8GBXM) | |
| RAM                                                         | UDIMM / DDR3 / ECC / Dual Channel / 1600MHz | | | |
| RAM                                                         | 4-GB (2×2) | 8-GB (4×2) | 8-GB (4×2) | |
| RAM                                                         | EJ: RAM certificada | EJ: RAM certificada | EJ: RAM certificada | |
| HDD/SSD                                                     | 500-GB / SATA III (6 Gb/s) / 7200 RPM / 16/32 Caché | 500-GB / SATA III (6 Gb/s) / 7200 RPM / 64 Caché | SSD / 120-GB / SATA III (6 Gb/s) | Entre más rápido sea el disco en lectura/escritura más rápido cargaran los datos (mapas, bots, ítems etc). Se recomienda usar un SSD para evitar cuellos de botella. |
| HDD/SSD                                                     | EJ: Western Digital Blue (WD5000AAKX) | EJ: Western Digital Black (WD5003AZEX) | EJ: Samsung 850 EVO (MZ-75E120B/AM) | Entre más rápido sea el disco en lectura/escritura más rápido cargaran los datos (mapas, bots, ítems etc). Se recomienda usar un SSD para evitar cuellos de botella. |
| Conexión                                                    | Fibra Óptica (HFC) / R - A 50% / Wi-Fi/Ethernet | Fibra Óptica (FTTH) / R - A 50% / Ethernet | Fibra Óptica (FTTH) / R - A 50% / Ethernet | Entre más ancho de banda (upload) tenga el servidor más jugadores soportara si esto se justifica ya que eso depende de la cantidad/tráfico de jugadores en cada país. |
| Conexión                                                    | EJ: Descarga: ▼ 10-MB - Carga: ▲ 5-MB + 1 IP Dinámica. | EJ: Descarga: ▼ 20-MB - Carga: ▲ 10-MB + 1 IP Fija. | EJ: Descarga: ▼ 20-MB - Carga: ▲ 10-MB + 1 IP Fija. | Entre más ancho de banda (upload) tenga el servidor más jugadores soportara si esto se justifica ya que eso depende de la cantidad/tráfico de jugadores en cada país. |
| PSU                                                         | ATX PS/2 / 400-600W / 80 PLUS Bronze / Semi-Modular | ATX PS/2 / 400-600W / 80 PLUS Gold / Full-Modular | ATX PS/2 / 400-600W / 80 PLUS Gold / Full-Modular | La PSU a elegir tiene que ser de calidad ya que es la parte del hardware que más se va desgastar y la que va proteger el resto de los componentes. Se recomienda usar una PSU-Calculator para aproximar los watts que el servidor va consumir. |
| PSU                                                         | EJ: Cooler Master G650M | EJ: XFX XTR Series 650W PSU | EJ: XFX XTR Series 650W PSU | La PSU a elegir tiene que ser de calidad ya que es la parte del hardware que más se va desgastar y la que va proteger el resto de los componentes. Se recomienda usar una PSU-Calculator para aproximar los watts que el servidor va consumir. |
| PSU                                                         | EJ: XXXXX | EJ: XXXXX | EJ: XXXXX | La PSU a elegir tiene que ser de calidad ya que es la parte del hardware que más se va desgastar y la que va proteger el resto de los componentes. Se recomienda usar una PSU-Calculator para aproximar los watts que el servidor va consumir. |
| PSU                                                         | EJ: XXXXX | EJ: XXXXX | EJ: XXXXX | La PSU a elegir tiene que ser de calidad ya que es la parte del hardware que más se va desgastar y la que va proteger el resto de los componentes. Se recomienda usar una PSU-Calculator para aproximar los watts que el servidor va consumir. |
| UPS                                                         | Interactiva con pantalla LCD / Con soporte mínimo para 400W y con autonomía mínima de 2 min o +. | Interactiva con pantalla LCD / Con soporte mínimo para 500W y con autonomía mínima de 4 min o +. | Interactiva con pantalla LCD / Con soporte mínimo para 600W y con autonomía mínima de 6 min o +. | |
| UPS                                                         | EJ: APC BR700G / Tripp Lite OMNI700LCD | EJ: APC BR1000G / Tripp Lite SMART1000LCD | EJ: APC BR1500G / Tripp Lite SMART1500LCDT | |
| Calidad y Ubicación                                         | ● El servidor debe estar alojado en un lugar seguro y confiable para que no caiga en malas manos. ● El encargado de administrar el servidor debe tener conocimientos sobre OS, hardware, software y redes en general, también se debe comprometer a hacerle el mantenimiento periódico como actualizaciones, upgrades, limpieza, etc. para mantener el servidor al día. ● Lo más inteligente es que el servidor este alojado en la capital del país porque sería una ubicación neutral y equidistante para el resto de las regiones del mismo país, aparte de eso la mayoría de los principales centrales y nodos de las ISP se encuentran en las capitales de cada país. Esto es con el fin de lograr el menor LAG y PING posible. | ● El servidor debe estar alojado en un lugar seguro y confiable para que no caiga en malas manos. ● El encargado de administrar el servidor debe tener conocimientos sobre OS, hardware, software y redes en general, también se debe comprometer a hacerle el mantenimiento periódico como actualizaciones, upgrades, limpieza, etc. para mantener el servidor al día. ● Lo más inteligente es que el servidor este alojado en la capital del país porque sería una ubicación neutral y equidistante para el resto de las regiones del mismo país, aparte de eso la mayoría de los principales centrales y nodos de las ISP se encuentran en las capitales de cada país. Esto es con el fin de lograr el menor LAG y PING posible. | ● El servidor debe estar alojado en un lugar seguro y confiable para que no caiga en malas manos. ● El encargado de administrar el servidor debe tener conocimientos sobre OS, hardware, software y redes en general, también se debe comprometer a hacerle el mantenimiento periódico como actualizaciones, upgrades, limpieza, etc. para mantener el servidor al día. ● Lo más inteligente es que el servidor este alojado en la capital del país porque sería una ubicación neutral y equidistante para el resto de las regiones del mismo país, aparte de eso la mayoría de los principales centrales y nodos de las ISP se encuentran en las capitales de cada país. Esto es con el fin de lograr el menor LAG y PING posible. | ● El servidor debe estar alojado en un lugar seguro y confiable para que no caiga en malas manos. ● El encargado de administrar el servidor debe tener conocimientos sobre OS, hardware, software y redes en general, también se debe comprometer a hacerle el mantenimiento periódico como actualizaciones, upgrades, limpieza, etc. para mantener el servidor al día. ● Lo más inteligente es que el servidor este alojado en la capital del país porque sería una ubicación neutral y equidistante para el resto de las regiones del mismo país, aparte de eso la mayoría de los principales centrales y nodos de las ISP se encuentran en las capitales de cada país. Esto es con el fin de lograr el menor LAG y PING posible. |
| Costos                                                      | ● id Software únicamente aporta el soporte técnico. ● El proyecto de montar un servidor comunitario en su país debe ser liderado por un Personal entre 1, 2 o máximo 3 personas serias. ● El aporte económico lo tiene que dar la misma comunidad (por lo menos los jugadores más activos) de un grupo de 5 a 10 jugadores (entre más mejor) así hacen la mayoría de las comunidades Quakeras de LATAM. ● El costo total del servidor no debe pasar entre los $800 o $1000 USD estamos hablando de un servidor para Quake Live no para Crysis 3 sin embargo no hay que subestimar este juego ya que puede llegar a consumir bastantes recursos si llega haber más de 40 o 50 jugadores conectados al mismo tiempo. ● Los costos para mantener el servidor 24/7 encendido no debe superar los $50 USD mensuales porque esto se convertiría en una situación económicamente inviable para dar mucho y recibir poco. Si las cuentas no cuadran o los planes/servicios locales de energía e internet en su país son costosos y escasos es mejor que el interesado abandone la idea de montar un servidor. | ● id Software únicamente aporta el soporte técnico. ● El proyecto de montar un servidor comunitario en su país debe ser liderado por un Personal entre 1, 2 o máximo 3 personas serias. ● El aporte económico lo tiene que dar la misma comunidad (por lo menos los jugadores más activos) de un grupo de 5 a 10 jugadores (entre más mejor) así hacen la mayoría de las comunidades Quakeras de LATAM. ● El costo total del servidor no debe pasar entre los $800 o $1000 USD estamos hablando de un servidor para Quake Live no para Crysis 3 sin embargo no hay que subestimar este juego ya que puede llegar a consumir bastantes recursos si llega haber más de 40 o 50 jugadores conectados al mismo tiempo. ● Los costos para mantener el servidor 24/7 encendido no debe superar los $50 USD mensuales porque esto se convertiría en una situación económicamente inviable para dar mucho y recibir poco. Si las cuentas no cuadran o los planes/servicios locales de energía e internet en su país son costosos y escasos es mejor que el interesado abandone la idea de montar un servidor. | ● id Software únicamente aporta el soporte técnico. ● El proyecto de montar un servidor comunitario en su país debe ser liderado por un Personal entre 1, 2 o máximo 3 personas serias. ● El aporte económico lo tiene que dar la misma comunidad (por lo menos los jugadores más activos) de un grupo de 5 a 10 jugadores (entre más mejor) así hacen la mayoría de las comunidades Quakeras de LATAM. ● El costo total del servidor no debe pasar entre los $800 o $1000 USD estamos hablando de un servidor para Quake Live no para Crysis 3 sin embargo no hay que subestimar este juego ya que puede llegar a consumir bastantes recursos si llega haber más de 40 o 50 jugadores conectados al mismo tiempo. ● Los costos para mantener el servidor 24/7 encendido no debe superar los $50 USD mensuales porque esto se convertiría en una situación económicamente inviable para dar mucho y recibir poco. Si las cuentas no cuadran o los planes/servicios locales de energía e internet en su país son costosos y escasos es mejor que el interesado abandone la idea de montar un servidor. | ● id Software únicamente aporta el soporte técnico. ● El proyecto de montar un servidor comunitario en su país debe ser liderado por un Personal entre 1, 2 o máximo 3 personas serias. ● El aporte económico lo tiene que dar la misma comunidad (por lo menos los jugadores más activos) de un grupo de 5 a 10 jugadores (entre más mejor) así hacen la mayoría de las comunidades Quakeras de LATAM. ● El costo total del servidor no debe pasar entre los $800 o $1000 USD estamos hablando de un servidor para Quake Live no para Crysis 3 sin embargo no hay que subestimar este juego ya que puede llegar a consumir bastantes recursos si llega haber más de 40 o 50 jugadores conectados al mismo tiempo. ● Los costos para mantener el servidor 24/7 encendido no debe superar los $50 USD mensuales porque esto se convertiría en una situación económicamente inviable para dar mucho y recibir poco. Si las cuentas no cuadran o los planes/servicios locales de energía e internet en su país son costosos y escasos es mejor que el interesado abandone la idea de montar un servidor. |
| Comentarios Técnicos                                        | ● Los ejemplos aquí mostrados únicamente son referencias de guía, el interesado en comprar o alquilar un servidor puede combinar los componentes aquí descritos siempre y cuando sean 100% compatibles entre sí para evitar problemas de rendimiento. ● Lo ideal es que cualquier parte del hardware a escoger sea nueva y actualizada. ● Evitar utilizar dispositivos/periféricos inalámbricos ya que estos entorpecen el rendimiento del servidor. ● Si el servidor es dedicado debe ser única y exclusivamente para Quake Live y no para otra tarea o uso. ● | ● Los ejemplos aquí mostrados únicamente son referencias de guía, el interesado en comprar o alquilar un servidor puede combinar los componentes aquí descritos siempre y cuando sean 100% compatibles entre sí para evitar problemas de rendimiento. ● Lo ideal es que cualquier parte del hardware a escoger sea nueva y actualizada. ● Evitar utilizar dispositivos/periféricos inalámbricos ya que estos entorpecen el rendimiento del servidor. ● Si el servidor es dedicado debe ser única y exclusivamente para Quake Live y no para otra tarea o uso. ● | ● Los ejemplos aquí mostrados únicamente son referencias de guía, el interesado en comprar o alquilar un servidor puede combinar los componentes aquí descritos siempre y cuando sean 100% compatibles entre sí para evitar problemas de rendimiento. ● Lo ideal es que cualquier parte del hardware a escoger sea nueva y actualizada. ● Evitar utilizar dispositivos/periféricos inalámbricos ya que estos entorpecen el rendimiento del servidor. ● Si el servidor es dedicado debe ser única y exclusivamente para Quake Live y no para otra tarea o uso. ● | ● Los ejemplos aquí mostrados únicamente son referencias de guía, el interesado en comprar o alquilar un servidor puede combinar los componentes aquí descritos siempre y cuando sean 100% compatibles entre sí para evitar problemas de rendimiento. ● Lo ideal es que cualquier parte del hardware a escoger sea nueva y actualizada. ● Evitar utilizar dispositivos/periféricos inalámbricos ya que estos entorpecen el rendimiento del servidor. ● Si el servidor es dedicado debe ser única y exclusivamente para Quake Live y no para otra tarea o uso. ● |
| Comentarios Técnicos 2                                      | ● Los requisitos aquí expuestos han sido sacados de foros públicos en español, inglés y portugués y estos pueden ser inexactos e incompletos, por ende la configuración del servidor puede variar depende a la cantidad/tráfico de jugadores en cada país. ● Hay mucha información valiosa de Quake Live que no ha sido liberada al público por parte de id Software como información básica y técnica como por ejemplo: requisitos para un servidor dedicado, requisitos para jugar como cliente, una lista completa de comandos, etc. tampoco no hay una Wiki oficial (como en Epic Games o VALVᴱ) ya sea privada o comunitaria para así despejar dudas y evitar preguntas repetitivas en foros y chats, esto se debe a que esta empresa sigue manejando una política ridícula de secretismo, negligencia y desinterés. ● | ● Los requisitos aquí expuestos han sido sacados de foros públicos en español, inglés y portugués y estos pueden ser inexactos e incompletos, por ende la configuración del servidor puede variar depende a la cantidad/tráfico de jugadores en cada país. ● Hay mucha información valiosa de Quake Live que no ha sido liberada al público por parte de id Software como información básica y técnica como por ejemplo: requisitos para un servidor dedicado, requisitos para jugar como cliente, una lista completa de comandos, etc. tampoco no hay una Wiki oficial (como en Epic Games o VALVᴱ) ya sea privada o comunitaria para así despejar dudas y evitar preguntas repetitivas en foros y chats, esto se debe a que esta empresa sigue manejando una política ridícula de secretismo, negligencia y desinterés. ● | ● Los requisitos aquí expuestos han sido sacados de foros públicos en español, inglés y portugués y estos pueden ser inexactos e incompletos, por ende la configuración del servidor puede variar depende a la cantidad/tráfico de jugadores en cada país. ● Hay mucha información valiosa de Quake Live que no ha sido liberada al público por parte de id Software como información básica y técnica como por ejemplo: requisitos para un servidor dedicado, requisitos para jugar como cliente, una lista completa de comandos, etc. tampoco no hay una Wiki oficial (como en Epic Games o VALVᴱ) ya sea privada o comunitaria para así despejar dudas y evitar preguntas repetitivas en foros y chats, esto se debe a que esta empresa sigue manejando una política ridícula de secretismo, negligencia y desinterés. ● | ● Los requisitos aquí expuestos han sido sacados de foros públicos en español, inglés y portugués y estos pueden ser inexactos e incompletos, por ende la configuración del servidor puede variar depende a la cantidad/tráfico de jugadores en cada país. ● Hay mucha información valiosa de Quake Live que no ha sido liberada al público por parte de id Software como información básica y técnica como por ejemplo: requisitos para un servidor dedicado, requisitos para jugar como cliente, una lista completa de comandos, etc. tampoco no hay una Wiki oficial (como en Epic Games o VALVᴱ) ya sea privada o comunitaria para así despejar dudas y evitar preguntas repetitivas en foros y chats, esto se debe a que esta empresa sigue manejando una política ridícula de secretismo, negligencia y desinterés. ● |
| Consejos                                                    | IMPORTANTE | IMPORTANTE | IMPORTANTE | IMPORTANTE |
| FAQ                                                         | 1 - ¿Que es un servidor dedicado o dedicated server? R: Es un servidor físico que se utiliza únicamente para alojar el juego. 2 - ¿Que es un servidor escucha o listen server? R: Es un servidor físico que permite alojar y participar al mismo tiempo en el juego. 3 - ¿Que es un servidor LAN o LAN server? R: Es un servidor físico que permite alojar el juego para distribuirlo en diferentes topologías con o sin conexión a internet. | 1 - ¿Que es un servidor dedicado o dedicated server? R: Es un servidor físico que se utiliza únicamente para alojar el juego. 2 - ¿Que es un servidor escucha o listen server? R: Es un servidor físico que permite alojar y participar al mismo tiempo en el juego. 3 - ¿Que es un servidor LAN o LAN server? R: Es un servidor físico que permite alojar el juego para distribuirlo en diferentes topologías con o sin conexión a internet. | 1 - ¿Que es un servidor dedicado o dedicated server? R: Es un servidor físico que se utiliza únicamente para alojar el juego. 2 - ¿Que es un servidor escucha o listen server? R: Es un servidor físico que permite alojar y participar al mismo tiempo en el juego. 3 - ¿Que es un servidor LAN o LAN server? R: Es un servidor físico que permite alojar el juego para distribuirlo en diferentes topologías con o sin conexión a internet. | 1 - ¿Que es un servidor dedicado o dedicated server? R: Es un servidor físico que se utiliza únicamente para alojar el juego. 2 - ¿Que es un servidor escucha o listen server? R: Es un servidor físico que permite alojar y participar al mismo tiempo en el juego. 3 - ¿Que es un servidor LAN o LAN server? R: Es un servidor físico que permite alojar el juego para distribuirlo en diferentes topologías con o sin conexión a internet. |
| NOTAS                                                       | ● NX b = bit / B = Byte NO confundir los dos símbolos. ● NX En Quake Live el usuario PRO tiene la ventaja de crear partidas/matches privados comúnmente y mal llamados servidores. ● NX Quake Live consume poca banda-ancha por jugador/cliente, utiliza en promedio aprox 5KB/s (descarga/entrante) y 10KB/s (carga/saliente) y en los picos más altos aprox 8KB/s y 16KB/s (haciendo la prueba con todos los parámetros del juego por defecto) para ver exactamente el consumo se puede verificar con un monitor de tráfico como DU Meter. ● NX En otros juegos como en Wolfenstein: Enemy Territory (Basado en el mismo motor de QL: id Tech 3) el usuario puede crear un (1) servidor para una (1) partida/match y un (1) solo tipo de juego con capacidad para 10, 20, 30 o + jugadores/slots en cambio en Quake Live id Software crea un (1) servidor dividido para varias partidas/matches (8 o +) con varios tipos de juego y tiers que están generados por defecto por el mismo servidor y activ@s las 24H sumado a las partidas/matches privad@s que puedan crear los usuarios PRO y todas es@s partidas/matches consumen recursos así estén vacíos. NO confundir es por eso que se exigen los requisitos descritos. | ● NX b = bit / B = Byte NO confundir los dos símbolos. ● NX En Quake Live el usuario PRO tiene la ventaja de crear partidas/matches privados comúnmente y mal llamados servidores. ● NX Quake Live consume poca banda-ancha por jugador/cliente, utiliza en promedio aprox 5KB/s (descarga/entrante) y 10KB/s (carga/saliente) y en los picos más altos aprox 8KB/s y 16KB/s (haciendo la prueba con todos los parámetros del juego por defecto) para ver exactamente el consumo se puede verificar con un monitor de tráfico como DU Meter. ● NX En otros juegos como en Wolfenstein: Enemy Territory (Basado en el mismo motor de QL: id Tech 3) el usuario puede crear un (1) servidor para una (1) partida/match y un (1) solo tipo de juego con capacidad para 10, 20, 30 o + jugadores/slots en cambio en Quake Live id Software crea un (1) servidor dividido para varias partidas/matches (8 o +) con varios tipos de juego y tiers que están generados por defecto por el mismo servidor y activ@s las 24H sumado a las partidas/matches privad@s que puedan crear los usuarios PRO y todas es@s partidas/matches consumen recursos así estén vacíos. NO confundir es por eso que se exigen los requisitos descritos. | ● NX b = bit / B = Byte NO confundir los dos símbolos. ● NX En Quake Live el usuario PRO tiene la ventaja de crear partidas/matches privados comúnmente y mal llamados servidores. ● NX Quake Live consume poca banda-ancha por jugador/cliente, utiliza en promedio aprox 5KB/s (descarga/entrante) y 10KB/s (carga/saliente) y en los picos más altos aprox 8KB/s y 16KB/s (haciendo la prueba con todos los parámetros del juego por defecto) para ver exactamente el consumo se puede verificar con un monitor de tráfico como DU Meter. ● NX En otros juegos como en Wolfenstein: Enemy Territory (Basado en el mismo motor de QL: id Tech 3) el usuario puede crear un (1) servidor para una (1) partida/match y un (1) solo tipo de juego con capacidad para 10, 20, 30 o + jugadores/slots en cambio en Quake Live id Software crea un (1) servidor dividido para varias partidas/matches (8 o +) con varios tipos de juego y tiers que están generados por defecto por el mismo servidor y activ@s las 24H sumado a las partidas/matches privad@s que puedan crear los usuarios PRO y todas es@s partidas/matches consumen recursos así estén vacíos. NO confundir es por eso que se exigen los requisitos descritos. | ● NX b = bit / B = Byte NO confundir los dos símbolos. ● NX En Quake Live el usuario PRO tiene la ventaja de crear partidas/matches privados comúnmente y mal llamados servidores. ● NX Quake Live consume poca banda-ancha por jugador/cliente, utiliza en promedio aprox 5KB/s (descarga/entrante) y 10KB/s (carga/saliente) y en los picos más altos aprox 8KB/s y 16KB/s (haciendo la prueba con todos los parámetros del juego por defecto) para ver exactamente el consumo se puede verificar con un monitor de tráfico como DU Meter. ● NX En otros juegos como en Wolfenstein: Enemy Territory (Basado en el mismo motor de QL: id Tech 3) el usuario puede crear un (1) servidor para una (1) partida/match y un (1) solo tipo de juego con capacidad para 10, 20, 30 o + jugadores/slots en cambio en Quake Live id Software crea un (1) servidor dividido para varias partidas/matches (8 o +) con varios tipos de juego y tiers que están generados por defecto por el mismo servidor y activ@s las 24H sumado a las partidas/matches privad@s que puedan crear los usuarios PRO y todas es@s partidas/matches consumen recursos así estén vacíos. NO confundir es por eso que se exigen los requisitos descritos. |
| Leyenda                                                     | Parte más importante del servidor - EN FORMATO DESKTOP - EN FORMATO SERVER (Buscar compatibilidad de color) / NOTAS | Parte más importante del servidor - EN FORMATO DESKTOP - EN FORMATO SERVER (Buscar compatibilidad de color) / NOTAS | Parte más importante del servidor - EN FORMATO DESKTOP - EN FORMATO SERVER (Buscar compatibilidad de color) / NOTAS | Parte más importante del servidor - EN FORMATO DESKTOP - EN FORMATO SERVER (Buscar compatibilidad de color) / NOTAS |
| Abreviaturas                                                | +: Mas/Superior / EJ: Ejemplo / Gen: Generación / N: NOTA / spec: Espectadores / NO MRA: No aplica para Mínimo + Recomendado + Alto Rendimiento | +: Mas/Superior / EJ: Ejemplo / Gen: Generación / N: NOTA / spec: Espectadores / NO MRA: No aplica para Mínimo + Recomendado + Alto Rendimiento | +: Mas/Superior / EJ: Ejemplo / Gen: Generación / N: NOTA / spec: Espectadores / NO MRA: No aplica para Mínimo + Recomendado + Alto Rendimiento | +: Mas/Superior / EJ: Ejemplo / Gen: Generación / N: NOTA / spec: Espectadores / NO MRA: No aplica para Mínimo + Recomendado + Alto Rendimiento |

## Competición Profesional
Quake Live que es conocido por su amplio uso en los deportes profesionales de electrónica y se ha visto su inclusión en muchos torneos de todo el mundo. Sin embargo el juego ha experimentado en los últimos años un descenso en el número de torneos debido a la popularidad menguante. Los torneos como ZOTAC Quake Live Cup, DreamHack y Intel Extreme Masters (IEM) han decidido cerrarle las puertas a QuakeLive debido a la disminución del número de participantes y el interés decreciente competitivo dentro de la escena de los e-Sports.
Los principales torneos profesionales que actualmente están activos son:
- Adroits
- 125 FPS
- FACEIT
- QuakeCon

Jugadores Profesionales
Estos son algunos de los jugadores profesionales más famosos que han sobresalido en Quake Live. Lista basada en: Trophy Case, QLRanks, antigüedad, trayectoria y participación en los torneos profesionales más importantes de este juego. Esta lista solo aplica para Quake Live y no para otras versiones de Quake. (Lista organizada alfabéticamente por seudónimo. NO modificar o será tomado como vandalismo.)
- Maciej "Av3k" Krzykowski
- Chance "chance" Lacina
- Anton "Cooller" Singov
- Alexey "Cypher" Yanushevsky
- Tim "DaHanG" Fogarty
- Sergey "evil" Orekhov
- Marcel "k1llsen" Paul
- Richard "noctis" Gansterer
- Shane "rapha" Hendrixson
- Sebastian "spart1e" Siira
- Alessandro "stermy" Avallone
- Kévin "strenx" Baéza
- Johan "tox" Quick
- John "ZeRo4" Hill

También existe una página web llamada QLRanks que utiliza un sistema de rankeo o ranking mundial basada en sistema de puntuación ELO, donde cualquier jugador del mundo de cualquier nivel ya sea novato, amateur o profesional puede ver sus propias estadísticas en una tabla gráfica y su puesto o clasificación nacional e internacional.

## Quake Live en Hispanoamérica
| País | Código ISO | Jugadores   | QL Ranks (Duel) | QL Ranks (CA) | QL Ranks (CTF) | TOP 50      | Servidor    | Comunidad   | Comentarios |
| --- | ---------- | ----------- | --------------- | ------------- | -------------- | ----------- | ----------- | ----------- | ----------- |
| Argentina | AR / ARG   | 3859        | AQUÍ            | AQUÍ          | AQUÍ           | #14         |             |             |             |
| Bolivia | BO / BOL   | -100        | AQUÍ            | AQUÍ          | AQUÍ           |             |             |             |             |
| Brasil | BR / BRA   | 4477        | AQUÍ            | AQUÍ          | AQUÍ           | #13         |             |             |             |
| Chile | CL / CHL   | 5391        | AQUÍ            | AQUÍ          | AQUÍ           | #11         |             |             |             |
| Colombia | CO / COL   | 479         | AQUÍ            | AQUÍ          | AQUÍ           | #47         |             |             |             |
| Costa Rica | CR / CRI   | +100        | AQUÍ            | AQUÍ          | AQUÍ           |             |             |             |             |
| Cuba | CU / CUB   | no registra | no registra     | no registra   | no registra    | no registra | no registra | no registra |             |
| Ecuador | EC / ECU   | +100        | AQUÍ            | AQUÍ          | AQUÍ           |             |             |             |             |
| El Salvador | SV / SLV   | +100        | AQUÍ            | AQUÍ          | AQUÍ           |             |             |             |             |
| España | ES / ESP   | 2634        | AQUÍ            | AQUÍ          | AQUÍ           | #19         |             |             |             |
| Guatemala | GT / GTM   | +100        | AQUÍ            | AQUÍ          | AQUÍ           |             |             |             |             |
| Haití | HT / HTI   | -100        | AQUÍ            | AQUÍ          | AQUÍ           |             |             |             |             |
| Honduras | HN / HND   | -100        | AQUÍ            | AQUÍ          | AQUÍ           |             |             |             |             |
| México | MX / MEX   | 873         | AQUÍ            | AQUÍ          | AQUÍ           | #38         |             |             |             |
| Nicaragua | NI / NIC   | -100        | AQUÍ            | AQUÍ          | AQUÍ           |             |             |             |             |
| Panamá | PA / PAN   | +100        | AQUÍ            | AQUÍ          | AQUÍ           |             |             |             |             |
| Paraguay | PY / PRY   | +100        | AQUÍ            | AQUÍ          | AQUÍ           |             |             |             |             |
| Perú | PE / PER   | +100        | AQUÍ            | AQUÍ          | AQUÍ           |             |             |             |             |
| Puerto Rico | PR / PRI   | +100        | AQUÍ            | AQUÍ          | AQUÍ           |             |             |             |             |
| República Dominicana | DO / DOM   | +100        | AQUÍ            | AQUÍ          | AQUÍ           |             |             |             |             |
| Uruguay | UY / URY   | +100        | AQUÍ            | AQUÍ          | AQUÍ           |             |             |             |             |
| Venezuela | VE / VEN   | +100        | AQUÍ            | AQUÍ          | AQUÍ           |             |             |             |             |
| ● -100: Tiene menos de 100 jugadores registrados. ● +100: Tiene entre 100 y 200 jugadores registrados. ● TOP 50: Ranking mundial de países por N.º de jugadores registrados. ● Cuenta con servidor propio. ● Las estadísticas de -100 y +100 son basadas bajo el modo de juego más popular de Quake Live llamado Clan Arena (CA). ● Como en cualquier juego Free-to-Play la mitad o menos de la mitad del total de jugadores registrados por país son activos. |            |             |                 |               |                |             |             |             |             |

## Recepción y crítica
Quake Live ha sido sin duda uno de los mejores FPS multijugador en línea y a lo largo de la historia la Serie de Quake se ha convertido en un juego de culto para muchos jugadores y ha tenido gran acogida y respeto en el mundo de los Deportes electrónicos, sin embargo este juego no es perfecto, en esta versión en línea uno de sus principales problemas es la ausencia de servidores en otras partes del mundo, precisamente en África, Asia y Latinoamérica, ya que Quake Live no permite al usuario crear su propio servidor dedicado (local) como si pasa en muchos otros juegos FPS en línea como Warsow. Quake Live únicamente da la "pobre" opción al usuario (PRO) de crear su propio "match o partida" montado en el servidor original que ellos mismos autorizan y manejan, tampoco estimula al jugador o interesado en montar un servidor de cómo o que debe hacer (condiciones, especificaciones y requerimientos) sus razones técnicas y de marketing tendrán. Esto conlleva a que jugadores en países donde no hay servidores no jueguen o no tengan intenciones de registrarse y si juegan obligatoriamente tienen que ir a jugar con ping's altos a otros servidores extranjeros, donde fácilmente un jugador con ping alto esta en lógica desventaja frente a un jugador local porque su estilo de juego va a ser lento con movimientos torpes y baja precisión en sus disparos, esta clase de jugadores son comúnmente llamados "Laggers" debido al Lag (causado por la distancia) que se crea entre el (servidor/emisor) y la computadora (cliente/receptor). Esta invasión de jugadores "por decirlo así" en servidores extranjeros desencadena en muchas ocasiones en un ambiente hostil/agresivo y en un conflicto de idioma en el chat, así como la apología al odio, el racismo y la xenofobia por parte de jugadores locales que al final el “lagger” o "invasor" será expulsado o kickeado del match o partida. También uno de sus problemas es la monotonía del juego ya que si no se paga una suscripción PRO el jugador estándar está destinado a jugar los mismos modos de juego junto con arenas/mapas impuestos a la fuerza por Quake Live, ya que el usuario estándar no tiene la posibilidad de votar por un arena/mapa al finalizar el match, este privilegio solo lo tienen los usuarios PRO, convirtiendo así la experiencia de juego un poco aburrida y decepcionante.